# René Sommerfeldt
René Sommerfeldt (Zittau, 2 oktober 1974) is een voormalige Duitse langlaufer. Sommerfeldt werd geboren toen de DDR nog bestond. Voor hem betekende dat hij al op zeer jonge leeftijd uitgekozen werd om zich te bekwamen in het langlaufen. Zijn carrière begon na de hereniging. In 1994 nam hij deel aan de junioren-wk. 
Sommerfeldt nam vier keer deel aan de Olympische spelen. In Salt Lake City haalde hij een bronzen medaille, vier jaar later in Turijn zilver.